# Многопрофильная клиника им. Н. И. Пирогова
Кли́ника имени Н. И. Пирого́ва — медицинское учреждение в городе Санкт-Петербурге, названо в честь выдающегося русского хирурга, основоположника военно-полевой хирургии и основателя школы анестезии Николая Ивановича Пирогова.
Корпуса клиники расположены на Большом проспекте Васильевского острова, дома 49-51 (угол 14-й линии) в здании бывшего Александринского приюта.

## История
Клиника начала свою деятельность в ноябре 1999 года и стала первым в Санкт-Петербурге частным многопрофильным стационаром. За годы работы здесь прошли лечение более 200 тысяч пациентов из России, стран СНГ и Европы.
Медицинское учреждение располагается в здании, построенном по проекту архитектора К. К. Шмидта и имеющем статус памятника архитектуры. Ранее в нём находился Александринский женский приют, включающий больницу и родильный дом. С 1918 г. приют был переименован в родильный дом им. К. Г. Видемана. В 1988 году родильный дом была переведен в другое место вследствие аварийного состояния здания. Десять лет здание больницы стояло заброшенным и постепенно разрушалось.
В июле 1998 года началась реконструкция строения под многопрофильную клинику. Работы были выполнены в строгом соответствии с нормами для медицинских учреждений и с сохранением старинной архитектуры. К столетию Александринского приюта в 1999 году клиника имени Н. И. Пирогова приняла своих первых посетителей.

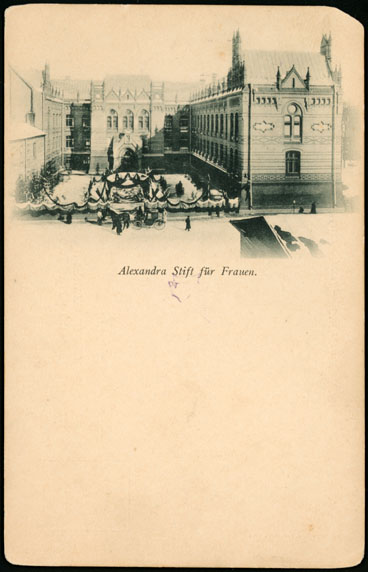
Здание Александринского приюта на открытке начала XX века

## Руководство
Главный врач и генеральный директор медицинского учреждения — доктор медицинских наук Сергей Борисович Сингаевский, выпускник Военно-медицинской академии имени С. М. Кирова

## Структура
Клиника включает в себя 39 отделений. Основные направления деятельности: общая хирургия и герниология, пластическая хирургия, нейрохирургия позвоночника, гинекология, эндоскопические исследования, флебология и урология. Ежегодно в клинике проводится около 2500 операций. Большинство из них — эндоскопическим методом и посредством малоинвазивных технологий. Среднее количество операций в месяц — 230. Амбулаторное отделение в месяц посещают около 3000 человек.
В клинике предлагаются следующие методики исследований и лечения.

#### Общая хирургия
- лапароскопическая аппендэктомия;
- лапароскопическая хирургия абдоминальной области;
- лапароскопические операции при диафрагмальных грыжах и при рефлюксной болезни;
- операции на щитовидной железе, эндоскопическая тиреоидэктомия.

#### Пластическая хирургия
- ринопластика;
- отопластика;
- маммопластика;
- блефаропластика;
- липосакция;
- хирургическая коррекция рубцов;
- подтяжка кожи лица и шеи;
- круговая подтяжка живота, бедёр и ягодиц.

#### Лечебно-диагностическое отделение
- клиническая лаборатория;
- кабинет ФД (ЭКГ, мониторинг ЭКГ, АД);
- отделение лучевой и УЗИ-диагностики: рентгенохирургическая система PhilipsBVEndura, система Aplio 400 (Toshiba);
- эндоскопические исследования.

#### Отделение гинекологии
- амбулатория (кольпоскопы (Olimpus, Optomic), аппаратыдляультразвуковойдиагностики (Logic 500, Mindrey):
- оборудование для лапароскопии, гистероскопии, резектоскопии, миомэктомии.

#### Отделение нейрохирургии
- Эндоскопическое удаление межпозвоночной грыжи, грыжи шейного отдела позвоночника, позвоночной грыжи на уровне L1-L2 и L2-L3 сегментов;
- Эндоскопическое удаление фораминальной и экстрафораминальной грыжи позвоночника;
- Эндоскопическая денервация фасеточных (межпозвонковых) суставов;
- Эндоскопическая радиочастотная аннулонуклеопластика;
- Микрохирургические операции на позвоночнике (микродискэктомия);
- Микрохирургические операции на позвоночнике с фиксацией позвоночно-двигательного сегмента;
- Микрохирургическое удаление грыжи шейного отдела позвоночника;
- Вертебропластика;
- Радиочастотная денервация (абляция) фасеточных (межпозвонковых) суставов.

#### Отделение эндоскопических исследований
- ЭГДС;
- капсульная эндоскопия;
- видеоколоноскопия.

## Персонал
На 2016 год в петербургской клинике им. Н. И. Пирогова работает более 200 сотрудников, из них 80 врачей и 90 медсестёр.

## Развитие
В работе клиники делается упор на малоинвазивные методы лечения. Активно развивается направление эндовидеохиругии, отделение пластической хирургии. На отделении хирургии проводится оперативное эндоскопическое лечение щитовидной железы аксилярным (подмышечным) доступом, при котором кожа на шее остается нетронутой.
Операции с использованием этого метода выполняются в отдельных клиниках США, Германии и Японии уже в течение нескольких лет, в России технология внедрена только в 3 стационарах.
С 2016 года активно развивается отделение эндоскопических исследований (колоноскопия, ФГДС). Проводятся уникальные операции по лечению пищевода Баррета.

## Научная деятельность
Учреждение сотрудничает ВМА им. С. М. Кирова и Северо-Западным медицинским университетом имени И. И. Мечникова, на базе которых защищено 10 кандидатских диссертаций и выполнено более 200 научных работ. Врачи постоянно участвуют в работе международных конференций, Всероссийских форумов, проходят учёбу в Европейском центре эндоскопической хирургии (Франция, Клермон-Ферран), на рабочем месте МОНИИАГ им. Краснопольского (г. Москва) и других научных центрах.